# Niceia (elefanta)
Niceia foi uma elefanta indiana, que se afeiçoou a um menino, como se fosse sua mãe.
A história é relatada por Filarco, em seu vigésimo livro de História, e preservada em uma citação por Ateneu.
Niceia era uma elefanta indiana, e, quando a filha do rei da Índia morreu, entregou à elefanta o cuidado do seu filho, então com um mês de idade. A elefanta não admitia que o bebê fosse levado para longe dela, segurava o bebê quando ele era amamentado pela babá e o protegia das moscas quando ele dormia, e ninava seu berço para ele dormir. O companheiro da elefanta, às vezes, também exibia o mesmo comportamento.